# People, Hell and Angels
Albums de Jimi Hendrix
Winterland
(2011) Miami Pop Festival
(2013)
People, Hell and Angels est un album studio posthume du musicien de rock américain Jimi Hendrix, paru le 5 mars 2013.
C'est le quatrième album publié par Experience Hendrix et Legacy Recordings. Il contient douze versions inédites de morceaux sur lesquels il travaillait pour la suite prévue à l'album Electric Ladyland.

## Contenu
Les chansons présentées sur People, Hell and Angels sont des enregistrements inédits de chansons sur lesquelles Jimi Hendrix et d'autres membres du groupe (principalement la formation Band of Gypsys avec Billy Cox et Buddy Miles) travaillaient pour la suite à l'album Electric Ladyland, provisoirement intitulé First Rays of the New Rising Sun. La majorité des enregistrements sont tirés de sessions en 1969 aux Record Plant Studios de New York, avec quelques inclusions au Hit Factory et dans ses propres Electric Lady Studios en 1970 (pour la finalisation de Mojo Man). Seules les chansons Somewhere et Inside Out datent des sessions d'Electric Ladyland en 1968.
L'album comporte certaines chansons que le producteur Alan Douglas avait retravaillées pour les albums posthumes controversés Crash Landing (Somewhere, Crash Landing et Ezy Ryder-MLK Jam) et Midnight Lightning (Hey Gypsy Boy) en 1975. La prise d'origine de Somewhere parue également dans le coffret The Jimi Hendrix Experience Box Set en 2000 a été retravaillée numériquement par Eddie Kramer en corrigeant les approximations des musiciens, tandis que Ezy Ryder-MLK Jam qui, comme son nom l'indique, est une improvisation également paru dans le pirate officiel Burning Desire en 2006, qui, mélangée à l'instrumental New Rising Sun donnait Captain Coconuts qui apparaissait dans Crash Landing en 1975. Les chansons Crash Landing et Hey Gypsy Boy (présentées dans leur version d'origine) sont les premières versions des futures Freedom et Hey Baby (New Rising Sun) issues de First Rays of the New Rising Sun.
Earth Blues, Hear My Train A Comin', Bleeding Heart, Izabella et Easy Blues sont des versions alternatives. Earth Blues et Izabella sont les versions de bases des chansons qui apparaissent dans leur forme définitive dans First Rays of New Rising Sun, tandis que Hear My Train A Comin' est la version studio la plus récente qui existe par rapport aux autres parues dans diverses albums dont Valleys of Neptune en 2010 et Both Sides of the Sky en 2018. Bien que le dernier enregistrement de Bleeding Heart est présent sur South Saturn Delta en 1997, celui publié ici est une nouvelle démo différente de celles de Blues (1994) et de Valleys of Neptune (2010). La prise d'Easy Blues est la même que celle utilisée par Alan Douglas qu'il avait édité pour l'album posthume Nine To The Universe (1980), mais elle a été retravaillée numériquement par Eddie Kramer qui l'a également raccourci à près de six minutes. Enfin Let Me Move You, Inside Out, Mojo Man et Villanova Junction Blues sont inédites. La chanson Mojo Man est une composition des frères Allen qui s'est finalisée durant les sessions de First Rays of the New Rising Sun durant lesquels ces derniers ont fait les chœurs de certaines chansons.

## Réception critique
People, Hell and Angels a reçu des critiques généralement positives de la part des critiques. Chez Metacritic, qui attribue une note normalisée sur 100 aux critiques de publications grand public, il a reçu une note moyenne de 74, sur la base de 18 critiques. David Fricke du Rolling Stone a déclaré que Hendrix "joue à un niveau élevé dans chaque cadre" de l'album, tandis que The Wire a qualifié les enregistrements de "parmi les meilleurs des derniers travaux de Hendrix". Patrick Humphries de BBC Music a écrit qu'il « offre un aperçu alléchant de la façon dont le génie de Hendrix aurait pu progresser ». Sean Westergaard d'AllMusic était moins enthousiaste et a déclaré que l'album "n'est certainement pas l'endroit pour commencer votre collection Hendrix, mais les collectionneurs voudront sûrement l'entendre" Robert Christgau le considère comme une collection de qualité des restes mis en évidence par les chansons Somewhere et Let Me Move You, dans lesquelles Hendrix compose avec le saxophoniste Lonnie Youngblood.

## Titres
Toutes les chansons sont enregistrées au Record Plant Studios à New York, sauf mention contraire.Toutes les chansons sont écrites et composées par Jimi Hendrix, sauf mention contraire.
| 1.      | Earth Blues                           | 19 décembre 1969                                                                                  | 3:33  |
| 2.      | Somewhere                             | 13 mars 1968 au Sound Center, New York                                                            | 4:05  |
| 3.      | Hear My Train A Comin'                | 21 mai 1969                                                                                       | 5:41  |
| 4.      | Bleeding Heart (Elmore James)         | 21 mai 1969                                                                                       | 3:58  |
| 5.      | Let Me Move You                       | 18 mars 1969                                                                                      | 6:50  |
| 6.      | Izabella                              | 28 août 1969 au Hit Factory, New York                                                             | 3:42  |
| 7.      | Easy Blues                            | 28 août 1969 au Hit Factory, New York                                                             | 5:57  |
| 8.      | Crash Landing                         | 24 avril 1969                                                                                     | 4:14  |
| 9.      | Inside Out                            | 11 juin 1968                                                                                      | 5:03  |
| 10.     | Hey Gypsy Boy                         | 18 mars 1969                                                                                      | 3:39  |
| 11.     | Mojo Man (Albert Allen, Arthur Allen) | juin 1969 au Fame Studios, Muscle Shoals, Alabama; août 1970 aux studios Electric Lady (overdubs) | 4:07  |
| 12.     | Villanova Junction Blues              | 21 mai 1969                                                                                       | 1:44  |
| 13.     | Ezy Ryder-MLK Jam (Captain Coconut)   | 29 janvier 1970                                                                                   | 20:00 |
| 1:12:50 |                                       |                                                                                                   |       |

## Crédits
Musiciens principaux
- Jimi Hendrix : chant et guitare sur tous les titres, basse sur Inside Out
- Billy Cox : basse sur Earth Blues, Hear My Train A Comin', Villanova Junction Blues et Bleeding Heart, Izabella, Easy Blues et Crash Landing
- Buddy Miles : batterie sur Earth Blues, Somewhere, Hear My Train A Comin', Villanova Junction Blues, Bleeding Heart, Hey Gypsy Boy et Let Me Move You
- Juma Sultan : congas sur Hear My Train A Comin', Villanova Junction Blues, Bleeding Heart, Izabella et Easy Blues
- Mitch Mitchell : batterie sur Izabella, Easy Blues et Inside Out
- Larry Lee : guitare rythmique sur Izabella et Easy Blues
- Jerry Velez : congas sur Izabella et Easy Blues

Invités
- Stephen Stills : basse sur Somewhere
- Lonnie Youngblood : chant et saxophone sur Let Me Move You
- Rocky Isaac : batterie sur Crash Landing
- Al Marks : percussions sur Crash Landing
- Albert Allen : chant sur Mojo Man
- Jame Booker : piano sur Mojo Man